# Бахтияр
Бахтия́р (перс. بختیار‎ — счастливый) — мужское имя персидского происхождения, популярное в Иране, Турции, Азербайджане, Центральной Азии, Ираке, а также среди мусульман Южной Азии и Юго-Восточной Азии и России и в Каракалпакстане